# حسن یوسفی اشکوری
حسن یوسفی اشکوری (زاده ۲۰ مرداد ۱۳۲۸ در اشکور) نویسنده، محقق، دین‌پژوه و روزنامه‌نگارِ ملی - مذهبی است. وی از چهره‌های شاخص اولین دوره مجلس شورای اسلامی در ایران بود که پس از سخنرانی در کنفرانس برلین که جنجال سیاسی و تبلیغاتی گسترده در ایران به دنبال داشت به همراه چند تن دیگر از سخنرانان ایرانی کنفرانس دستگیر و در دادگاه ویژه روحانیت تهران محاکمه و در دادگاه اول به اعدام محکوم شد ولی پس از نقض آن حکم در دادگاه دوم به هفت سال حبس و خلع لباس روحانیت محکوم شد. وی پس از گذراندن کمتر از پنج سال از دوران محکومیت در بهمن ماه سال ۱۳۸۳ از زندان آزاد شد. او هم‌اکنون ساکن آلمان است.

## زندگی‌نامه
یوسفی اشکوری در ۲۰ مرداد ۱۳۲۸ در اشکور از توابع شهرستان رودسر گیلان متولد شد. پس از آموزش علوم مقدماتی در سال ۱۳۴۰ به عنوان طلبه وارد حوزه علمیه رودسر شد. در سال ۱۳۴۴ به حوزه علمیه قم رفت و تا سال ۱۳۵۷ در آن حوزه به آموزش اشتغال داشت. در این دوران دانشهای رایج در حوزه مانند ادبیات، منطق، تفسیر، کلام، فلسفه، اصول و فقه را آموخت. وی افزون بر تحصیل به مطالعه و تحقیق نیز اهتمام کرد و به نویسندگی نیز پرداخت. نخستین مقاله‌اش در سال ۱۳۴۹ در «مجله دانشمند» چاپ شد و تا سال ۱۳۵۷ با آن مجله همکاری کرد. در این دوران نیز با نشریاتی چون «ندای حق»، طلوع اسلام، ماهنامه مکتب اسلام، سالنامه معارف جعفری، سالنامه نسل جوان و سالنامه پیام اسلام همکاری کرد و مقالاتی در آن نشریات نوشت. چهار کتاب «علل جرائم و راه مبارزه با آنها»، «عدل در جهان‌بینی توحید»، «بت‌های شکسته» و «مردی از کویر» را در همین دوران نوشت. او از سال ۱۳۴۰ هم‌زمان با آغاز نهضت روحانیت به فعالیت‌های سیاسی روی آورد و دو بار در سال‌های ۱۳۵۳ و ۱۳۵۴ بازداشت شد.

### پس از انقلاب
اشکوری در نخستین دوره مجلس شورای اسلامی به عنوان نماینده دو شهرستان شهسوار و رامسر برگزیده شد اما پس از پایان مجلس در سال ۱۳۶۳ بیشتر به فعالیت‌های فرهنگی و پژوهشی و قلمی روی آورد. از سال ۱۳۶۴ تا ۱۳۶۸ در دانشگاه علامه طباطبایی به تدریس تاریخ اسلام و معارف اسلامی اشتغال داشت ولی پس از سخنرانی در مجلس ختم کاظم سامی در سال ۱۳۶۷ از تدریس در دانشگاه منع گردید. از سال ۱۳۶۳ تا ۱۳۶۹ به عنوان دبیر هیئت تحریریه شرکت سهامی انتشار فعالیت کرد. از سال ۱۳۶۴ تاکنون به عنوان نویسنده با مرکز دائرةالمعارف بزرگ اسلامی همکاری دارد و ده‌ها مقاله در مجلدات آن مجموعه نگاشته‌است. از سال ۱۳۶۹ به دعوت مدیریت دائرةالمعارف تشیع به عنوان ویراستار و نویسنده به آن مرکز علمی پیوست و این همکاری تا سال ۱۳۷۷ ادامه پیدا کرد. از سال ۱۳۶۷ تا ۱۳۷۰ پنج شماره گاهنامه «احیاء» را با همکاری برخی هم‌فکران منتشر کرد. از سال ۱۳۷۱ به عنوان عضو هیئت تحریریه و عضو شورای سردبیری مجله ایران فردا و نویسنده، با مدیریت مهندس عزت‌الله سحابی، با آن مجله همکاری کرد که تا توقیف آن مجله در سال ۱۳۷۹ ادامه یافت. افزون بر آن‌ها در طول سه دهه اخیر، با نشریات و روزنامه‌های مختلف و دانشنامه‌های متعدد همکاری علمی و قلمی داشته‌است که از جمله آن‌ها می‌توان روزنامه‌های کیهان و اطلاعات (در دهه شصت)، جامعه، توس، نشاط، خرداد، صبح امروز، مناطق آزاد، هم‌میهن، عصر آزادگان، شرق، کارگزاران، اعتماد، آفتاب یزد و نشریاتی چون آبان، مبین، پیام هاجر، هاتف، امید زنجان، پیام هامون، مدرسه، آیین، دانشنامه قرآن و فرهنگ آثار اشاره کرد. در عین حال کار اصلی وی همان همکاری علمی و پژوهشی مستمر با دائرةالمعارف بزرگ اسلامی است.
وی از آغاز تحت تأثیر آموزه‌های نواندیشان مسلمان به ویژه اقبال لاهوری، مهندس بازرگان، آیت‌الله طالقانی و بیش از همه علی شریعتی بوده‌است. او در سال ۱۳۷۶ ” دفتر پژوهش‌های فرهنگی علی شریعتی” با همکاری چندی از همفکران تأسیس کرد و از آن زمان تاکنون به عنوان مسئول دفتر فعالیت می‌کند، نیز وی در تأسیس «بنیاد فرهنگی مهندس مهدی بازرگان» همکاری داشته‌است. در یک دهه اخیر برخی مقالات ایشان در نشریات مختلف خارجی (انگلیسی، آلمانی، فرانسوی و عربی)، چاپ شده‌است. در سال ۲۰۰۶ / ۱۳۸۵ کتابی تحت عنوان «انگلیسی: Islam and democracy in Iran/ Eshkevari and the quest for reform» به قلم و همت زیبا میرحسینی و ریچارد تپر به زبان انگلیسی در لندن انتشار یافته که شامل زندگینامه تحلیلی و فکری وگزیدهای از افکار و مقالات ایشان است.

### کنفرانس برلین
اشکوری در طول سه دهه پس از انقلاب در محافل مختلف سیاسی و دانشگاهی به ایراد سخنرانی پرداخته و دربارهٔ موضوعات گوناگون سخن گفته‌است. او بارها به دعوت محافل مختلف ایرانی و غیر ایرانی به برخی کشورهای اروپایی و آمریکا سفر کرده و در کنفرانسهای مختلف در باب موضوعات دینی و اجتماعی سخنرانی کرد. در آوریل ۲۰۰۰ / فروردین ماه ۱۳۷۹ به برلین رفت تا در کنفرانس برلین سخنرانی کند. در پی انجام سه روزه این کنفرانس، که جنجال سیاسی و تبلیغاتی گسترده در ایران و جهان به دنبال داشت، یوسفی اشکوری به همراه چند تن دیگر از سخنرانان ایرانی کنفرانس دستگیر و در دادگاه ویژه روحانیت تهران محاکمه و در دادگاه اول به اعدام محکوم شد ولی پس از نقض آن حکم در دادگاه دوم به هفت سال حبس محکوم شد. اتهام وی در دادگاه ارتداد بود و استناد قاضیان نیز به گفته‌ها و عقاید ایشان مبنی بر تغییرپذیری احکام اجتماعی اسلام و از جمله آزادی حجاب زنان مسلمان بود. وی پس از طی دو سوم از مدت زندان، در بهمن ماه ۱۳۸۳ آزاد شد و پس از خروج از زندان گفت که همچنان همان مسیری را دنبال خواهد کرد که تا پیش از بازداشتش در پیش داشت.

## آثار
| سال انتشار | نام کتاب                                                                  | نویسنده | مترجم |
| ---------- | ------------------------------------------------------------------------- | ------- | ----- |
| ۱۳۵۳       | علل جرائم و راه مبارزه با آن‌ها                                            | آری     |       |
| ۱۳۵۴       | عدل در جهان‌بینی توحید                                                     | آری     |       |
| ۱۳۵۶       | بتهای شکسته تاریخ                                                         | آری     |       |
| ۱۳۵۶       | مردی از کویر                                                              | آری     |       |
| ۱۳۵۸       | نگاهی به تاریخ صد ساله اخیر ایران۱۲۶۸–۱۲۹۹                                | آری     |       |
| ۱۳۶۴       | نقدی بر کتاب «شهید مطهری افشاگر توطئه»                                    | آری     |       |
| ۱۳۶۹       | امام صادق و مذاهب چهارگانه                                                |         | آری   |
| ۱۳۷۱       | ابن بادیس و الجزایر                                                       |         | آری   |
| ۱۳۷۶       | درای قافله هفت مقاله در معرفی، زندگی، آثار و افکار سید جمال‌الدین اسدآبادی | آری     |       |
| ۱۳۷۶       | پیشگامان تجددگرایی مسلمان در عصر جدید                                     |         | آری   |
| ۱۳۷۷       | شریعتی، ایدئولوژی، استراتژی                                               | آری     |       |
| ۱۳۷۷       | بازخوانی قصه خلقت                                                         | آری     |       |
| ۱۳۷۸       | نوگرایی دینی                                                              | آری     |       |
| ۱۳۷۹       | شریعتی و نقد سنت                                                          | آری     |       |
| ۱۳۷۹       | در تکاپوی آزادی سیری در زندگی، آثار و افکار مهندس مهدی بازرگان قسمت نخست  | آری     |       |
| ۱۳۷۹       | در تکاپوی آزادی سیری در زندگی، آثار و افکار مهندس مهدی بازرگان قسمت دوم   | آری     |       |
| ۱۳۷۹       | یاد ایام رویکردهای سیاسی در جنبش اصلاحات                                  | آری     |       |
| ۱۳۷۹       | خرد در ضیافت دین                                                          | آری     |       |
| ۱۳۸۲       | تأملات تنهایی دیباچه‌ای بر هرمنوتیک                                        | آری     |       |
| ۱۳۸۳       | نامه‌هایی از زندان به دخترم مروری بر تاریخ دو قرن اول ایران و اسلام        | آری     |       |
| ۱۳۸۳       | نقد گفتمان دینی                                                           |         | آری   |